# آشلي ويستوود (لاعب كرة قدم مواليد 1976)
اشلي ويستوود (بالإنجليزية: Ashley Westwood)‏ (31 أغسطس 1976 في المملكة المتحدة - ) هو مدرب كرة قدم ولاعب كرة قدم بريطاني في مركز الدفاع. لعب مع برادفورد سيتي وبورت فايل وستيفيناغ بوروه وسويندون تاون وشيفيلد وينزداي ومانشستر يونايتد ونادي بورتسموث ونادي ريكسهام ونادي تشستر سيتي ونادي كيترينغ تاون ولينكولن سيتي أف سي ونادي كرو ألكساندرا ونادي نورثامبتون تاون.

## وصلات خارجية
- اشلي ويستوود على موقع قاعدة بيانات كرة القدم.إي يو (الإنجليزية)
- اشلي ويستوود على موقع Soccerbase.com (لاعب) (الإنجليزية)
- اشلي ويستوود على موقع عالم كرة القدم.نت (الإنجليزية)